# Bene Atarot
Bene Atarot (hebr. בני עטרות) – moszaw położony w samorządzie regionu Chewel Modi’in, w Dystrykcie Centralnym, w Izraelu.
Leży w bezpośrednim sąsiedztwie międzynarodowego portu lotniczego im. Dawida Ben-Guriona.

## Historia
Moszaw został założony w 1948 i ponownie w 1952 przez imigrantów z Rumunii.

## Gospodarka
Gospodarka moszawu opiera się na intensywnym rolnictwie.

## Komunikacja
Przy moszawie przebiega droga ekspresowa nr 40  (Kefar Sawa–Ketura).

## Galeria

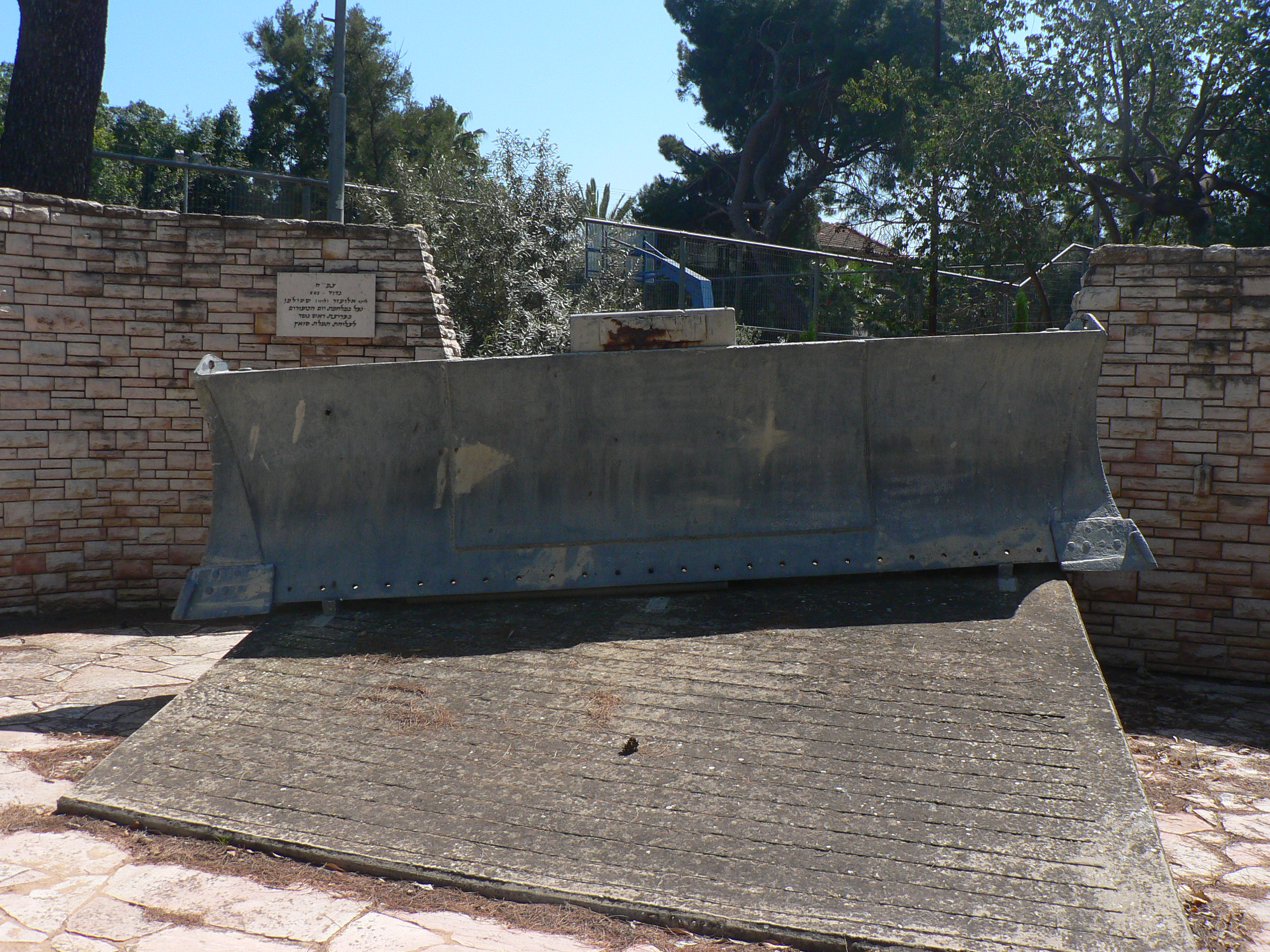
Pomnik saperów w moszawie Bene Atarot.